# Pasar Muara Labuh
Pasar Muara Labuh is een bestuurslaag in het regentschap Solok Selatan van de provincie West-Sumatra, Indonesië. Pasar Muara Labuh telt 2284 inwoners (volkstelling 2010).